# 细齿密叶槭
细齿密叶槭（学名：Acer confertifolium var. serrulatum）为槭树科槭属下的一个变种。

## 扩展阅读
- 維基物種上的相關：细齿密叶槭